# Томас Линдал
Томас Роберт Линдал (на шведски: Tomas Robert Lindahl) е шведско-британски биохимик, носител на Нобелова награда за химия за 2015 година.

## Биография
Роден е на 28 януари 1938 година в Стокхолм, Швеция. През 1970 година завършва медицина в Каролинския институт. От 1981 година работи във Великобритания, като по-късно приема и британско гражданство. Изследванията са му в областта на рака и механизмите на корекция на повреди на ДНК.

## Признание
През 2015 година получава Нобелова награда за химия, заедно с Пол Модрич и Азиз Санджар, „за изследванията на механизма на възстановяване на ДНК“.